# Коритув (Клодзький повіт)
Коритув (пол. Korytów, нім. Koritau; 1937–1945 Kartau) — село в Польщі, у гміні Клодзко Клодзького повіту Нижньосілезького воєводства.
Населення — 86 осіб (2011).
У 1975-1998 роках село належало до Валбжиського воєводства.

## Демографія
Демографічна структура станом на 31 березня 2011 року:
|          | Загалом | Допрацездатний вік | Працездатний вік | Постпрацездатний вік |
| -------- | ------- | ------------------ | ---------------- | -------------------- |
| Чоловіки | 50      | 9                  | 37               | 4                    |
| Жінки    | 36      | 4                  | 24               | 8                    |
| Разом    | 86      | 13                 | 61               | 12                   |